# Сухих, Илья Геннадьевич
Илья Геннадьевич Сухих (род. 16 марта 1984, Жигулёвск, Куйбышевская область, РСФСР СССР) — глава города Жигулёвск (2021—2024), врио главы города Тольятти, Самарской области с 23 ноября 2024. С 18 марта 2025 года глава города Тольятти.

## Биография
Родился 16 марта 1984 года в городе Жигулёвске Куйбышевской области. В 2005 году окончил Тольяттинскую государственную академию сервиса по специальности «Финансы и кредит», квалификация: «Экономист». 
2005—2007 гг. — мастер интегрального производства, инженер по учету материалов аккумуляторного завода ЗАО «АКОМ» в Жигулёвске. 
2007—2010 гг. — ведущий специалист отдела продаж, начальник отдела продаж и логистики ООО «Энерготехмаш» («Акрон Холдинг»). 
2010–2013 гг.  — директор ООО «Алюпроэкспорт» (Жигулёвск). 
2014—2019 гг.  — руководитель отдела закупок и логистики ТД «ЭТМ» (Тольятти), директор по развитию ПКФ «Алюминий ВПК» (Москва). 
2019—2021 гг.  — коммерческий директор ООО «Энерготехмаш» («Акрон Холдинг»). 
2021—2024 гг.  — глава города Жигулёвск. С 19 ноября 2024 года член регионального политсовета партии Единая Россия.
23 ноября 2024 года назначен первым заместителем главы городского округа Тольятти.
18 марта 2025 года конкурсной комиссией избран главой Тольятти.
Илья Сухих увлекается рабалкой. Супруга Сухих Юлия Михайловна адвокат рег. № 63/3071.

## Интересные факты
В ноябре 2024 года жители города Жигулёвск обрушились с резкой критикой на Илью Сухих, заявив о его «предательстве», призвав отказаться от новой должности главы Тольятти. Жители отметили, что Сухих бросил работу, так, например, в городе осталась недостроенная школа, прекратилось благоустройство дворов, были начаты и не закончены дорожные работы.
В декабре 2024 году на посту врио главы Тольятти Илья Сухих увеличил должностные оклады чиновникам городской администрации в 1.055 раза. С 1 января 2025 г. должностной оклад главы города составил 367,6 тыс.рублей в месяц и 4,413 млн.руб в год.
В декабре 2024 будучи исполняющим обязанности главы Тольятти заявил что ему нужна дерзкая команда. В марте 2025 на посту главы города перераспределил полномочия городских чиновников, утвердив новую должность заместителя главы городского округа по вопросам комплексной поддержки участников полномасштабного вторжения в Украину и членов их семей. Будучи членом регионального политсовета Единой России, назначил от ОНФ своими общественными советниками представителей партии «Новые люди».
В 2025 году потребовал от управляющих организаций убрать во дворах автомобильные покрышки с клумб во дворах. Демонтировал стихийный рынок у магазина Новинка. Подписал концессионное соглашение с ФК «Акрон» по реконструкции стадиона «Торпедо».